# 植物病理学

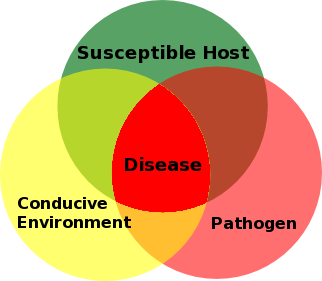
植物が病気になるには、次の「病気の三角形（disease triangle）」が関わる必要がある。
- 影響を受ける宿主植物（susceptible host）
- 助長する環境（conducive environment）
- 病原体（pathogen）

植物病理学（しょくぶつびょうりがく、英語: plant pathology）とは、歴史のある学問分野であり、本来は、植物の病害を診断し、予防あるいは治療するための学問領域である。現代になって、植物に病気を引き起こすメカニズムや媒介者（昆虫・花粉・風雨・ハサミなど機械的あるいは接触など）により感染が広がるメカニズムについて、植物の遺伝子との相互作用も含め、極めて高度な分子レベルの研究も大きな領域として含まれるようになった。
対象領域として、病原体による"感染症"や、病原体によらない（物理・化学的条件による）病気を含む。昆虫やダニによる単純な食害はふつう含めないが、病原体のベクター（媒介者）となる場合や奇形（虫えいなど）の原因となる場合は含む。日本の研究レベルは、世界でもトップクラスである。

## 概要

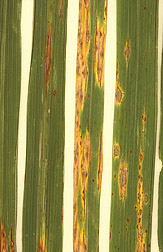
イネのいもち病（葉いもち病）
----
病原体はイネいもち病菌である

植物の病気についてその症状や原因を究明し、病害を防ぐ原理や方法を研究する科学が「植物病理学」であり、人類における医学、獣類における獣医学に相当する。植物病理学を医学における病理学と対応させ、病気の原因や病植物の形態的ないし生理的変化を追究する分野に限り、医学全体に相当する分野名として「植物医学」ないし「植物病学」の語を使用すべきと主張する学者も一部にあるが、国際的にもplant pathologyないしphytopathologyが一般的であり、これに対応して「植物病理学」が国内的にも広く用いられている。
植物病理学は、農林業生産を高めるため、農産物・林産物の病気による被害をいかにすれば防ぐことができるかを追究する学問として、農学の一分野として発達してきた歴史を有している。

## 病原体
病原体としては次のようなものがある。
- 真菌 - 植物病原体として最も普通である。
- 卵菌 - べと病、ジャガイモ疫病など。
- 細菌 - 18属ほどが知られる。
- ウイルス - 700種以上が知られる。（植物ウイルス）
- 線虫 - それ自体が病原体となるもの、また病原体のベクターとなるものがある。
- ウイロイド - 小型の1本鎖RNAのみからなる最も単純な病原体。
- 寄生植物 - 害の大きいものとしてネナシカズラなどが知られる。
- ネコブカビ - 粘菌に類似した病原生物。

## 病原体によらない病理
病原体によらない原因としては次のようなものがある。
- （自然の原因）
  - 乾燥・高温障害
  - 多雨・過湿
  - 低温障害（冷害、霜害、雪害）
  - 栄養障害
  - 塩害
- （人工的原因）
  - 土壌の硬化・流亡
  - 汚染（大気、土壌）
  - 農薬による薬害
  - 肥料の不足・過多

植物病害というのは、植物自体に害を与えるという意味であるが、なかには食品として摂取した人畜に害を与える場合がある。

## 対策
- 農薬、輪作、肥料

病気や寄生虫に強い植物（台木）に接ぎ木する。
別のウイルスをワクチンとして用いる方法（食物ワクチン）。